# Meadowhall

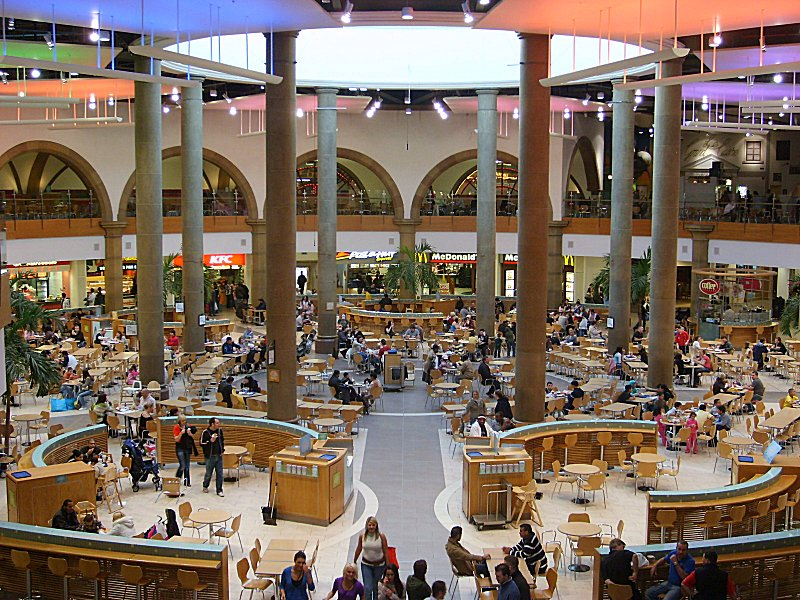
Innenansicht

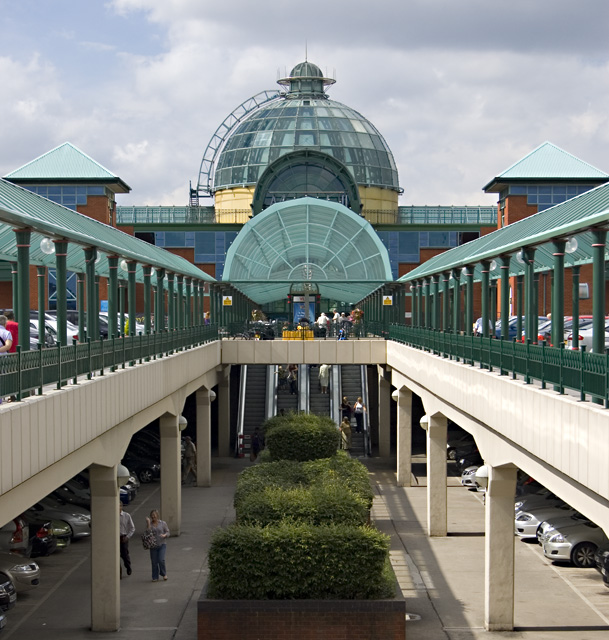
Meadowhall 2010

Das Meadowhall Centre (kurz: Meadowhall) ist ein großes Einkaufszentrum bei Sheffield, South Yorkshire. Es ist das größte Einkaufszentrum der englischen Stadt und das fünftgrößte in Großbritannien und liegt etwa 5 km nordöstlich der Innenstadt Sheffields.

## Geschichte
Seit 1980 entstanden in Großbritannien immer mehr Einkaufszentren außerhalb der Innenstädte. Das erste dieser größeren regionale Einkaufszentrum war das MetroCentre in Gateshead. Idealerweise liegen diese Zentren an Autobahnkreuzen oder in der Nähe von Hauptstraßen, um sowohl die Anlieferung der Waren zu erleichtern, als auch möglichst vielen Käufern aus den umliegenden städtischen Gebieten den Zugang zu ermöglichen. Durch die günstigeren Mieten im ländlichen Raum können die Ladenbesitzer größere Flächen zur Ausstellung ihrer Waren nutzen. Die Zentren bieten zudem viele Arbeitskräfte auch in Teilzeit an.
Meadowhall wurde am 4. September 1990 auf dem Gelände eines ehemaligen Stahlwerks East Hecla eröffnet. Zunächst war hier der Industriekomplex von John Crowley & Co., Meadow Hall Ironworks angesiedelt.
Das Einkaufszentrum liegt drei Meilen nordöstlich von Sheffield in der Grafschaft South Yorkshire. In seinem Umfeld liegen mit Barnsley, Doncaster, Hull, Leeds, Leicester, Manchester, Nottingham, Rotherham und Wakefield neun weitere Städte, die alle innerhalb einer Autostunde von Meadowhall entfernt sind. Bereits im Jahr der Eröffnung kamen 19,8 Millionen Besucher, in Spitzenzeiten waren es jährlich etwa 30 Millionen Menschen. In dem Meadowhallkomplex befinden sich 270 Läden, 30 Imbisse (Food-Court) und ein Kino. Es hat 12.000 Parkplätze und befindet sich unweit der Autobahn M1. Zusätzlich ist das Gelände über die gelbe Linie der Sheffield Supertram, mit Bussen und mit der Bahn erreichbar.
Die Verkaufsfläche von 139.355 m² liegt über dem deutscher Zentren wie dem CentrO oder dem Paunsdorf Center.
Neben dem großen Einkaufszentrum führt auch der zunehmende Onlineeinkauf mehr und mehr zum Rückgang von Einkaufsmöglichkeiten innerhalb der Innenstädte. Dies trifft auch auf Sheffield zu, wo viele Ladenlokale zum Verkauf stehen. Im November 2018 wurde in Großbritannien erstmals mehr als jedes fünfte Pfund für Onlineeinkäufe ausgegeben.